# بيت الطين (مسرحية)
مسرحية بيت الطين مسرحية عراقية كوميدية في تسعينات القرن العشرين مثلها نخبة من الممثلين العراقيين بطولة الفنان الكوميدي جاسم شرف.

## الممثلون
- جاسم شرف، بدور عليوي.
- ساهرة عويد، بدور الأم (صينية).
- أمل عبد القادر، بدور وردة.
- خضير أبو العباس، بدور عريف شلتاغ.
- علي الداخل، بدور عذاب.
- علي كاظم، بدور حمود.
- محمد الغريب، بدور الشرطي.
- عبد الإله جاسم، بدور الشرطي.
- ضياء الشكرجي، بدور المفوض.
- محمد مجيد، بدور سرمد.
- مريم السلمان، بدور سوزي.
- سناء علي، بدور أم سرمد.
- جاسم الذهبي، بدور الهندي.
- محمد جاسم، بدور الطفل.[1]